# Kim Tschang-yeul
Kim Tschang-yeul (Maengsan, 24 december 1929 - 5 januari 2021) was een Zuid-Koreaans kunstschilder.
Kim Tschang-yeul studeerde aan het College van Schone Kunsten van de Nationale Universiteit van Seoul. Tijdens de Koreaanse Oorlog diende hij in het leger. In de jaren 1950 stichtte hij me Park Seo-Bo, Ha Chong-Hyun en Chung Chang-Sup de Koreaanse Art-informelbeweging. In 1966 verhuisde hij naar New York en studeerde er aan de Art Students League. Rond 1970 vestigde hij zich in Parijs en leefde en werkte voortaan afwisselend in Parijs en Seoul.
In die periode begon hij zijn kenmerkende abstracte waterdruppelschilderijen te maken. Deze afbeeldingen van waterdruppels kwamen voort uit zijn kennismaking met de westerse kunst en zijn zoektocht naar de grens tussen abstractie en afbeelding van de werkelijkheid. De afbeelding van vergankelijke waterdruppels kadert ook in een boeddhistische traditie, waarin het menselijk bestaan als individu als een tijdelijke illusie wordt gezien. De eindeloze herhaling van het druppelmotief tijdens het schilderproces vergeleek Kim Tschang-yeul met de gebeden van boeddistische monniken.
Werk van Kim Tschang-yeul behoort onder andere tot de collecties van het Hirshhorn Museum and Sculpture Garden (Washington, D.C.), het Seoul Museum of Art en het Nationaal Museum van Moderne Kunst (Tokio).